# Вторая Пятилетка (Омская область)
Вторая Пятилетка — деревня в Тюкалинском районе Омской области. Входит в состав Красноусовского сельского поселения.
Население 255 чел. (2010) .

## История
В соответствии с Законом Омской области от 30 июля 2004 года № 548-ОЗ «О границах и статусе муниципальных образований Омской области» деревня вошла в состав образованного Красноусовского сельского поселения.

## География
Находится в центральной части региона, у р.Тюкалка, фактически являясь пригородом города Тюкалинск.
Уличная сеть состоит из четырёх географических объектов: ул. Зелёная, ул. Мира, ул. Новая, ул. Центральная.

## Население
| 2010 |
| ---- |
| 255  |

Гендерный состав
По данным Всероссийской переписи населения 2010 года в гендерной структуре населения из 255 человек мужчин — 119, женщин — 136 (46,7 и	53,3 % соответственно).
Национальный состав
Согласно результатам переписи 2002 года, в национальной структуре населения русские составляли 96 % от общей численности населения в 281 жителей

## Инфраструктура
Основные социальные объекты находятся в г. Тюкалинск.

## Достопримечательности
геоглиф «Ленин» около деревни 55°50′52″ с. ш. 72°10′19″ в. д.

## Транспорт
Остановка общественного транспорта «Вторая пятилетка»